# 毛科 (成化進士)
毛科（1447年—？），字應魁，號拙菴，浙江餘姚縣人。明朝政治人物，成化戊戌進士，官至雲南副使。

## 生平
成化元年（1465年），其父廣東副使毛吉平叛遇難。朝廷蔭毛科入國子監讀書。成化十三年（1477年），毛科中式丁酉科順天府鄉試第一百十六名舉人，成化十四年（1478年）聯捷戊戌科會試第三百二十七名，廷試二甲第十四名進士，授南京工部主事，歷升郎中，弘治四年（1491年）五月升雲南左參政，十一年十二月考察降用，十二年九月降为雲南撫夷副使。改貴州按察司副使，十六年四月提调学校兼督理屯田，十七年十二月考察去職。正德六年（1511年）五月，經都御史陶琰推薦，起用為山東副使，整飭徐州等地兵備，九年正月考察闲住。

## 家族
餘姚豐山毛氏十四代孙。曾祖父毛伯珹。祖父毛任璵，贈刑部主事。父亲毛吉，曾任按察副使，進贈按察使。母熊氏，封安人。慈侍下。弟毛秩。有一堂弟毛杰，亦為進士出身。

## 事迹
毛科与王守仁同乡。正德三年（1508年），王守仁谪居贵州龙场，曾经给时任提学副使的毛科作《远俗亭记》。次年，毛科致仕，包括王守仁在内的多位同僚为其饯行。王守仁特作《送毛宪副致仕归桐江书院序》。